# NBA-Draft 2008
Der NBA-Draft 2008 wurde am 26. Juni 2008 im Madison Square Garden von New York City durchgeführt. In zwei Runden konnten sich die 30 NBA-Teams die Rechte an insgesamt 60 Nachwuchsspielern sichern.
Die endgültige Draftreihenfolge für die Positionen 1 bis 14 wurde am 20. Mai 2008 durch die Draft-Lotterie bestimmt. An dieser gewichteten Lotterie nahmen die 14 Teams, die sich in der Saison 2007/08 nicht für die Playoffs qualifiziert hatten, teil und wurden in umgekehrter Reihenfolge der Tabelle der Regulären Saison gesetzt. Die Ziehung gewannen die Chicago Bulls, deren Chancen hierfür bei nur 1,7 % gelegen hatten, gefolgt von den Miami Heat und den Minnesota Timberwolves.
Alle Spieler, die sich zum Draft anmelden wollten, mussten unabhängig von ihrer Nationalität vor dem 31. Dezember 1989 geboren sein. Wenn sie in den Vereinigten Staaten die High School abgeschlossen hatten, durften sie sich zudem frühestens ein Jahr nach dem Abschluss anmelden.
Erstmals wurden an den ersten drei Stellen ausschließlich Spieler ausgewählt, die nur ein Collegejahr hinter sich hatten (sog. freshmen). Unter den ersten 7 ausgewählten Spielern befanden sich fünf und in der ersten Runde insgesamt zehn freshmen. Beide Werte stellen ebenfalls neue NBA-Rekorde dar.

## Runde 1
| Nr. | Name                    | Nationalität                     | NBA-Team                                                     | vorheriges Team/College            |
| --- | ----------------------- | -------------------------------- | ------------------------------------------------------------ | ---------------------------------- |
| 1   | Derrick Rose (PG)       | Vereinigte Staaten               | Chicago Bulls                                                | Memphis                            |
| 2   | Michael Beasley (PF/SF) | Vereinigte Staaten               | Miami Heat                                                   | Kansas State                       |
| 3   | O. J. Mayo (PG/SG)      | Vereinigte Staaten               | Minnesota Timberwolves (transferiert nach Memphis)           | USC                                |
| 4   | Russell Westbrook (PG)  | Vereinigte Staaten               | Seattle SuperSonics                                          | UCLA                               |
| 5   | Kevin Love (PF/C)       | Vereinigte Staaten               | Memphis Grizzlies (transferiert nach Minnesota)              | UCLA                               |
| 6   | Danilo Gallinari (SF)   | Italien                          | New York Knicks                                              | Olimpia Milano (Italien)           |
| 7   | Eric Gordon (SG)        | Vereinigte Staaten               | Los Angeles Clippers                                         | Indiana                            |
| 8   | Joe Alexander (SF)      | Vereinigte Staaten Israel        | Milwaukee Bucks                                              | West Virginia                      |
| 9   | D. J. Augustin (PG)     | Vereinigte Staaten               | Charlotte Bobcats                                            | Texas                              |
| 10  | Brook Lopez (C)         | Vereinigte Staaten               | New Jersey Nets                                              | Stanford                           |
| 11  | Jerryd Bayless (PG)     | Vereinigte Staaten               | Indiana Pacers (transferiert nach Portland)                  | Arizona                            |
| 12  | Jason Thompson (PF)     | Vereinigte Staaten               | Sacramento Kings                                             | Rider                              |
| 13  | Brandon Rush (SG/SF)    | Vereinigte Staaten               | Portland Trail Blazers (transferiert nach Indiana)           | Kansas                             |
| 14  | Anthony Randolph (PF)   | Vereinigte Staaten Slowenien     | Golden State Warriors                                        | LSU                                |
| 15  | Robin Lopez (PF/C)      | Vereinigte Staaten               | Phoenix Suns (von Atlanta)                                   | Stanford                           |
| 16  | Marreese Speights (PF)  | Vereinigte Staaten               | Philadelphia 76ers                                           | Florida                            |
| 17  | Roy Hibbert (C)         | Jamaika Vereinigte Staaten       | Toronto Raptors (transferiert nach Indiana)                  | Georgetown                         |
| 18  | JaVale McGee (C)        | Vereinigte Staaten               | Washington Wizards                                           | Nevada                             |
| 19  | J. J. Hickson (PF)      | Vereinigte Staaten               | Cleveland Cavaliers                                          | North Carolina State               |
| 20  | Alexis Ajinça (C)       | Frankreich                       | Charlotte Bobcats (von Denver)                               | Hyères Toulon (Frankreich)         |
| 21  | Ryan Anderson (SF/PF)   | Vereinigte Staaten               | New Jersey Nets (von Dallas)                                 | Berkeley                           |
| 22  | Courtney Lee (SG)       | Vereinigte Staaten               | Orlando Magic                                                | Western Kentucky                   |
| 23  | Kosta Koufos (C)        | Griechenland, Vereinigte Staaten | Utah Jazz                                                    | Ohio State                         |
| 24  | Serge Ibaka (PF)        | Republik Kongo Spanien           | Seattle SuperSonics (von Phoenix)                            | CB L’Hospitalet (Spanien)          |
| 25  | Nicolas Batum (SG/SF)   | Frankreich                       | Houston Rockets (transferiert nach Portland)                 | Le Mans Sarthe Basket (Frankreich) |
| 26  | George Hill (PG)        | Vereinigte Staaten               | San Antonio Spurs                                            | IUPUI                              |
| 27  | Darrell Arthur (PF)     | Vereinigte Staaten               | New Orleans Hornets (transferiert nach Memphis via Portland) | Kansas                             |
| 28  | Donté Greene (SF)       | Vereinigte Staaten               | Memphis Grizzlies (von LA Lakers)                            | Syracuse                           |
| 29  | D. J. White (PF)        | Vereinigte Staaten               | Detroit Pistons (transferiert nach Seattle)                  | Indiana                            |
| 30  | J. R. Giddens (SG)      | Vereinigte Staaten               | Boston Celtics                                               | New Mexico                         |

## Runde 2
| Nr. | Name                           | Nationalität       | NBA-Team                                                                       | vorheriges Team/College            |
| --- | ------------------------------ | ------------------ | ------------------------------------------------------------------------------ | ---------------------------------- |
| 31  | Nikola Peković (C)             | Montenegro         | Minnesota Timberwolves (von Miami via Boston)                                  | Panathinaikos Athen (Griechenland) |
| 32  | Walter Sharpe (PF)             | Vereinigte Staaten | Seattle SuperSonics (transferiert nach Detroit)                                | UAB                                |
| 33  | Joey Dorsey (PF/C)             | Vereinigte Staaten | Portland Trail Blazers (von Memphis)                                           | Memphis                            |
| 34  | Mario Chalmers (PG)            | Vereinigte Staaten | Minnesota Timberwolves (transferiert nach Miami)                               | Kansas                             |
| 35  | DeAndre Jordan (C)             | Vereinigte Staaten | Los Angeles Clippers                                                           | Texas A&M                          |
| 36  | Ömer Aşık (C)                  | Türkei             | Portland Trail Blazers (von New York; transferiert nach Chicago)               | Fenerbahçe Ülker (Türkei)          |
| 37  | Luc Mbah a Moute (SF/PF)       | Kamerun            | Milwaukee Bucks                                                                | UCLA                               |
| 38  | Kyle Weaver (PS/SG)            | Vereinigte Staaten | Charlotte Bobcats                                                              | Washington State                   |
| 39  | Sonny Weems (SG/SF)            | Vereinigte Staaten | Chicago Bulls (transferiert nach Denver)                                       | Arkansas                           |
| 40  | Chris Douglas-Roberts (SG)     | Vereinigte Staaten | New Jersey Nets                                                                | Memphis                            |
| 41  | Nathan Jawai (PF/C)            | Australien         | Indiana Pacers (transferiert nach Toronto)                                     | Cairns Taipans (Australien)        |
| 42  | Sean Singletary (PG)           | Vereinigte Staaten | Sacramento Kings (von Atlanta)                                                 | Virginia                           |
| 43  | Patrick Ewing Jr. (PF/SF)      | Vereinigte Staaten | Sacramento Kings (transferiert nach New York)                                  | Georgetown                         |
| 44  | Ante Tomić (C)                 | Kroatien           | Utah Jazz (von Philadelphia)                                                   | KK Zagreb (Kroatien)               |
| 45  | Goran Dragić (PG)              | Slowenien          | San Antonio Spurs (von Toronto; transferiert nach Phoenix)                     | KK Union Olimpija (Slowenien)      |
| 46  | Trent Plaisted (PF)            | Vereinigte Staaten | Seattle SuperSonics (von Portland via Boston)                                  | BYU                                |
| 47  | Bill Walker (SF)               | Vereinigte Staaten | Washington Wizards (transferiert nach Boston)                                  | Kansas State                       |
| 48  | Malik Hairston (SG)            | Vereinigte Staaten | Phoenix Suns (von Cleveland; transferiert nach San Antonio)                    | Oregon                             |
| 49  | Richard Hendrix (PF)           | Vereinigte Staaten | Golden State Warriors                                                          | Alabama                            |
| 50  | DeVon Hardin (C)               | Vereinigte Staaten | Seattle SuperSonics (von Denver)                                               | Berkeley                           |
| 51  | Shan Foster (SG)               | Vereinigte Staaten | Dallas Mavericks                                                               | Vanderbilt                         |
| 52  | Darnell Jackson (PF)           | Vereinigte Staaten | Miami Heat (von Orlando; transferiert nach Cleveland)                          | Kansas                             |
| 53  | Tadija Dragićević (PF)         | Serbien            | Utah Jazz                                                                      | KK Crvena Zvezda (Serbien)         |
| 54  | Maarty Leunen (PF)             | Vereinigte Staaten | Houston Rockets                                                                | Oregon                             |
| 55  | Mike Taylor (PG)               | Vereinigte Staaten | Portland Trail Blazers (von Phoenix via Indiana)                               | Idaho Stampede (D-League)          |
| 56  | Alexander Olegowitsch Kaun (C) | Russland           | Seattle SuperSonics (von New Orleans via Houston; transferiert nach Cleveland) | Kansas                             |
| 57  | James Gist (PF)                | Vereinigte Staaten | San Antonio Spurs                                                              | Maryland                           |
| 58  | Joe Crawford (SG)              | Vereinigte Staaten | Los Angeles Lakers                                                             | Kentucky                           |
| 59  | Deron Washington (SG/SF)       | Vereinigte Staaten | Detroit Pistons                                                                | Virginia Tech                      |
| 60  | Semih Erden (C)                | Türkei             | Boston Celtics                                                                 | Fenerbahçe Ülker (Türkei)          |

## Ungedraftete Spieler
- Jaycee Carroll ( Vereinigte Staaten), Utah State University
- Gary Forbes ( Panama), University of Massachusetts
- Jamont Gordon ( Vereinigte Staaten), Mississippi State University
- Kyle Hines ( Vereinigte Staaten), University of North Carolina at Greensboro
- Davon Jefferson ( Vereinigte Staaten), University of Southern California
- Bo McCalebb ( Vereinigte Staaten), University of New Orleans
- Timofey Mozgov ( Russland), BK Chimki (Russland)
- DeMarcus Nelson ( Vereinigte Staaten), Duke University
- Damjan Rudež ( Kroatien), KK Split
- Reggie Williams ( Vereinigte Staaten), Virginia Military Institute